# Terminal de Transportes de Santa Marta
Central de Transportes de Santa Marta es una terminal de transporte terrestre de pasajeros, carga y encomiendas; es un edificio que presta servicios de transportes de pasajeros, intermunicipales e internacionales a la ciudad de Santa Marta. Está ubicada en la comuna 9  Parque - Bureche sobre la Troncal del Caribe , que hacia el noreste comunica con Riohacha (165 km) y por el sudoeste con Barranquilla (93 km), Cartagena (209 km); igualmente se comunica por la Troncal del Magdalena  con las capitales de los departamentos y numerosas ciudades del interior del país, entre ellas la Capital Bogotá.

## Historia
La anterior edificación que cumplía como central de transporte de la ciudad se encontraba ya en deterioro la cual no ofrecía bien los servicios  operativos para tal fin. Al expandirse mucho más la ciudad, el aumento del tráfico automotor por la avenidas del centro y el aumento de turistas a la ciudad, se vio la necesidad de tener acorde un edificio idóneo para tal fin que contara con todos los servicios para el beneficio de pasajeros y transportistas.
La nueva terminal cuenta con acceso peatonal y de automóviles para los pasajeros, dentro de las instalaciones cuenta con información turística, módulos de servicio de empresas de transporte, plataformas de abordaje, zona de talleres y Estación de Servicios.

## Infraestructura

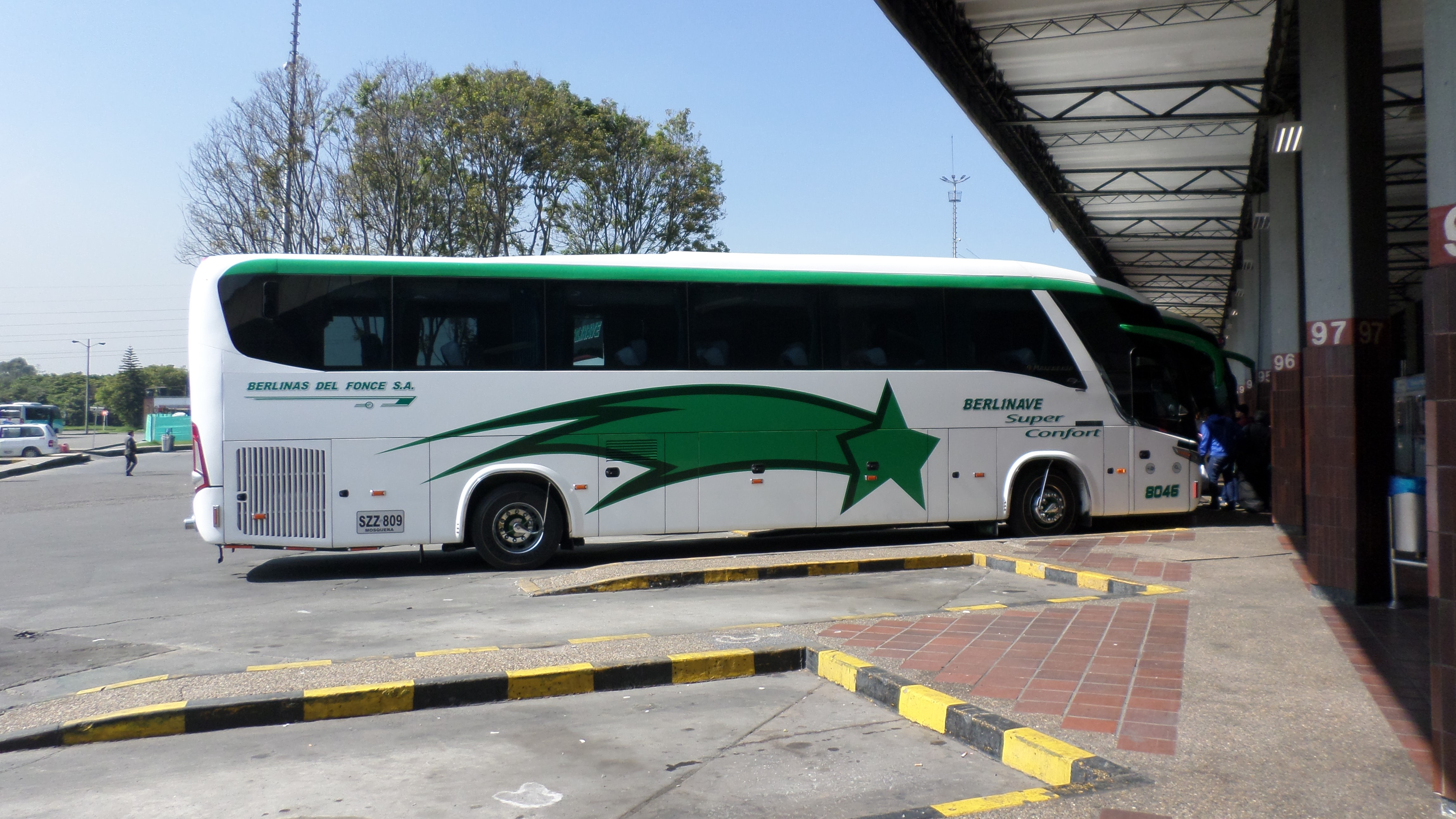
Bus de Berlinas del Fonce

Además de los mostradores para las diferentes empresas transportadoras, en sus instalaciones existen facilidades como salas de espera con pantallas de televisión, salas VIP, múltiples puertas de abordaje, centro de telecomunicaciones, cafeterías y restaurantes, tiendas de recuerdos, comercio general, módulos de guarda equipajes, oficinas y salas de juntas, servicios sanitarios, plataforma de salidas y llegadas, entre otros.

## Destinos

### Nacional
| Atlántico          | |
| Barranquilla       | Berlinas del Fonce / Colibertador S.A. / La Costeña / Expreso Brasilia / Unitransco / Torcoroma / Rápido Ochoa / Copetran / Cotragua / Expreso Almirante Padilla. |
| Bolívar            | |
| Carmen de Bolívar  | Unitransco / Transportes Rápido Ochoa / Expreso Brasilia / Torcoroma                                                                                              |
| Cartagena          | Berlinas del Fonce / Colibertador S.A. / La Costeña / Expreso Brasilia / Unitransco / Rápido Ochoa / Copetran / Cotragua / Expreso Almirante Padilla.             |
| Magangué           | Expreso Brasilia / Unitransco / Transportes Rápido Ochoa / Torcoroma                                                                                              |
| La Guajira         | |
| Maicao             | Berlinas del Fonce / Expreso Brasilia / Unitransco / Rápido Ochoa / Torcoroma / Copetran / Cotragua / Expreso Almirante Padilla.                                  |
| Riohacha           | Berlinas del Fonce / Expreso Brasilia / Unitransco / Rápido Ochoa / Torcoroma / Copetran / Cotragua / Expreso Almirante Padilla.                                  |
| Cesar              | |
| Valledupar         | Berlinas del Fonce / Expreso Brasilia / Copetran / Cotracegua / Cotracosta                                                                                        |
| Bosconia           | Berlinas del Fonce / Expreso Brasilia / Copetran / Los Libertadores                                                                                               |
| Aguachica          | Berlinas del Fonce / Expreso Brasilia / Copetran / Los Libertadores                                                                                               |
| Córdoba            | |
| Planeta Rica       | Expreso Brasilia / Unitransco / Rápido Ochoa |
| Montería           | Expreso Brasilia / Unitransco / Rápido Ochoa / Torcoroma |
| Sucre              | |
| Coveñas            | Expreso Brasilia / Transportes Rápido Ochoa / Unitransco |
| Sincelejo          | Torcoroma / Expreso Brasilia / Transportes Rápido Ochoa / Unitransco                                                                                              |
| Tolú               | Torcoroma / Expreso Brasilia / Transportes Rápido Ochoa / Unitransco                                                                                              |
| San Marcos         | Expreso Brasilia / Unitransco / Torcoroma |
| Santander          | |
| Bucaramanga        | Copetran / Expreso Brasilia / Berlinas del Fonce |
| Barrancabermeja    | Copetran / Expreso Brasilia |
| Norte de Santander | |
| Cúcuta             | Copetran / Expreso Brasilia |
| Ocaña              | Copetran / Expreso Brasilia |
| Antioquia          | |
| Medellín           | Rápido Ochoa / Expreso Brasilia / Copetran |
| Boyacá             | |
| Puerto Boyacá      | Copetran / Expreso Brasilia / Berlinas del Fonce / Los Libertadores                                                                                               |
| Tunja              | Copetran / Expreso Brasilia / Berlinas del Fonce / Los Libertadores                                                                                               |
| Cundinamarca       | |
| Bogotá             | Expreso Brasilia / Berlinas del Fonce / Copetran / Los Libertadores                                                                                               |
| Puerto Salgar      | Expreso Brasilia / Berlinas del Fonce / Copetran / Los Libertadores                                                                                               |
| Tolima             | |
| Honda              | Expreso Brasilia / Berlinas del Fonce / Copetran / Los Libertadores                                                                                               |
| Ibagué             | Coomotor / Expreso Brasilia |
| Caldas             | |
| La Dorada          | Expreso Brasilia / Berlinas del Fonce / Copetran / Los Libertadores                                                                                               |
| Valle del Cauca    | |
| Cali               | Expreso Brasilia / Copetran |

### Departamental
| Destinos por Municipio | Empresa |
| ---------------------- | --- |
| Algarrobo              | Berlinas del Fonce / Colibertador S.A. |
| Aracataca              | Berlinas del Fonce / Colibertador S.A. / Cootracar |
| Ciénaga                | Colibertador S.A. / Transporte Sensación / los Motilones / La Costeña / Berlinas del Fonce / Expreso Brasilia / Unitrasco / Copetran / Rápido Ochoa / Torcoroma / Cotragua / Expreso Almirante Padilla / Cotracegua / Cotracosta / Cootracar / Cotracieta |
| El Banco               | Berlinas del Fonce / Expreso Brasilia / Copetran |
| El Retén               | Cootracar |
| Fundación              | Berlinas del fonce / La Costeña / Cootracar / Colibertador S.A. |
| Pivijay                | Berlinas del fonce / La Costeña / Colibertador S. A. |
| Plato                  | Expreso Brasilia / Copetran / Berlinas del Fonce |
| Pueblo Viejo           | Colibertador S.A. / Transporte Sensación / Los Motilones / Cotracieta |
| Zona Bananera          | Colibertador S.A. / Transporte Sensación / Los Motilones / Cotracieta |

### Internacional

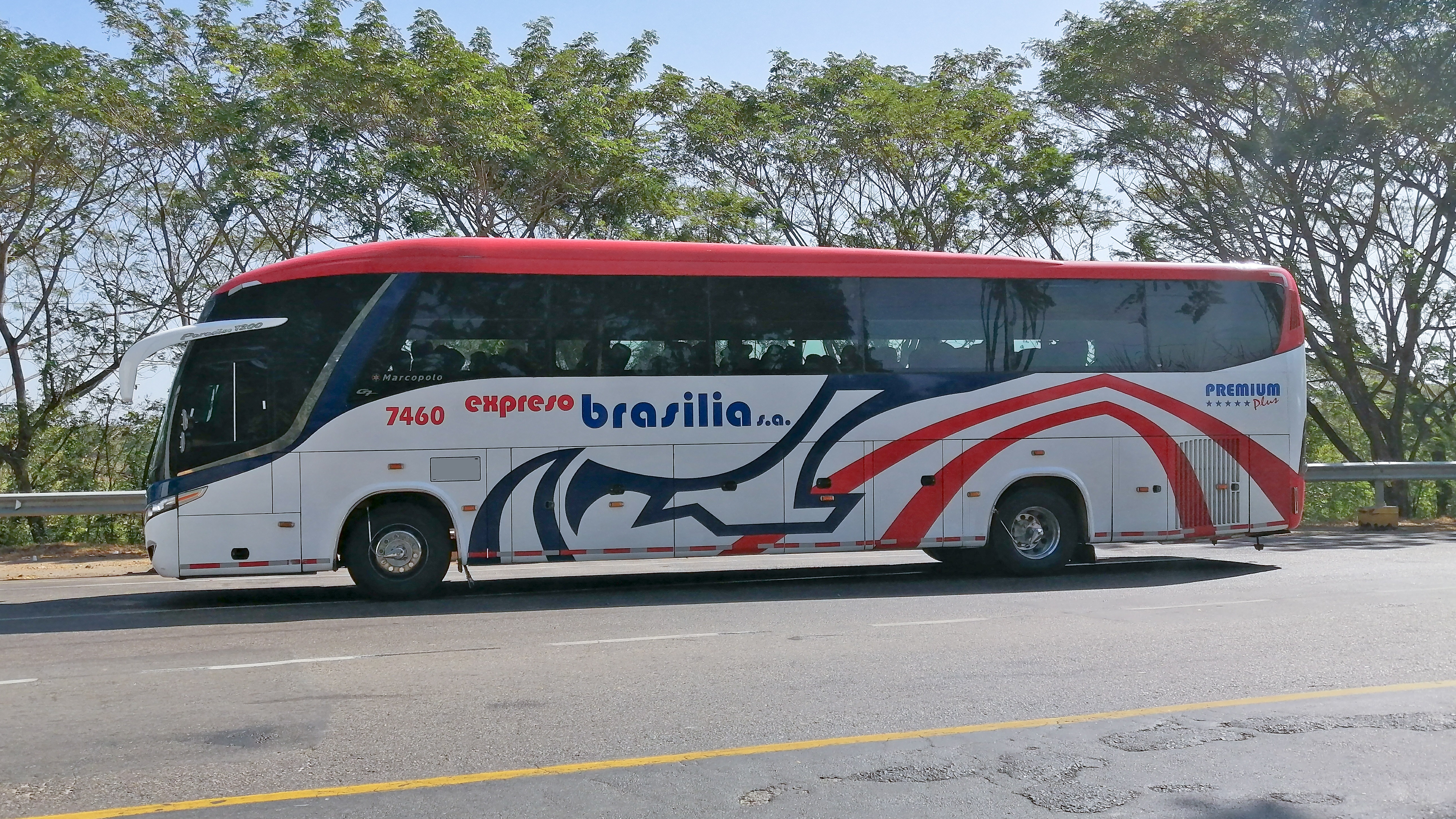
Bus de Expreso Brasília

Desde la terminal se han despachado buses de empresas Nacionales e internacionales a 7 países vecinos como lo son Venezuela, Ecuador, Perú, Chile, Argentina, Bolivia y Brasil.
Por motivos políticos al cerrarse la frontera colombo-venezolana la ruta a Caracas se mantiene inoperativa, ya que no hay paso vehicular por el cruce fronterizo.

La compañía Peruana Ormeño tiene operaciones desde Santa Marta a Lima, Ecuador, Chile, Argentina, Brasil y Bolivia  Vía Cartagena, esta empresa regresa a operar en 2022 después de Pandemia, bajo el Holding Tam Group de Panamá.

## Empresas de Transporte

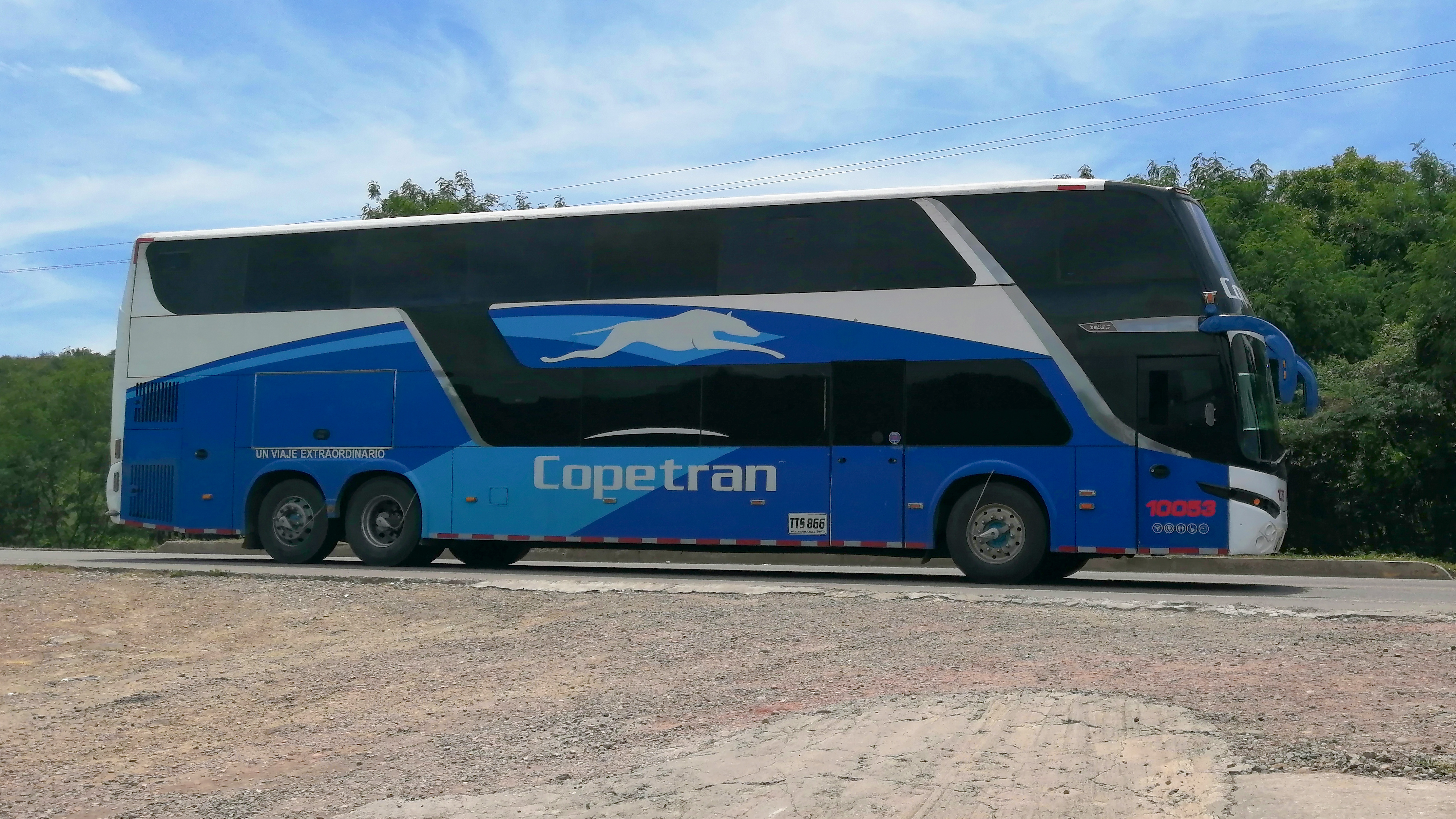
Bus de Copetrán

Las empresas que cubren las Rutas desde y hacia Santa Marta son:
- Almirante Padilla
- Amerlujos C.A. (Compañía Venezolana que cesó operaciones)
- Berlinas del Fonce
- Coolibertador S.A.
- Cooperativa Simón Bolívar
- Coopetrán Ltda.
- Cootracar
- Cootracegua Ltda.
- Cootracosta
- Cootragua
- Expresos Ormeño S.A. (Tam group)
- Expreso Brasilia S.A.
- La Costeña S.C.A.
- La Veloz S.C.A.
- Los Motilones
- Ormeño (Compañía Peruana Reinicia operaciones una vez superada la pandemia por el Covid-19)
- Rápido Ochoa S.A.
- Rápido Tolima
- Transporte Sensación
- Torcoroma Ltda.
- Unitransco S.A.